# Gnavivi
Gnavivi ist ein Fluss auf Anjouan, einer Insel der Komoren in der Straße von Mosambik.

## Geographie
Der Fluss entspringt im Gebiet von Magnassini-Nindri im Süden von Anjouan in einem Ausläufer des Trindrini (Chindrini). Er verläuft generell nach Süden und mündet in derselben Mündungseben wie der Lingoni und der Mouavou in die Straße von Mosambik.
Am Rand von Koué erhält er zeitweise Zufluss durch den Simani.